# Charles Albert Brécy
Charles Albert Brécy, né le 4 août 1873 à Paris 15e et mort le 25 novembre 1904 à Paris 15e est un coureur cycliste français.

## Biographie
Avant son service militaire, il prend part à quelques épreuves sans grand succès et ce n'est qu'à son retour du régiment qu'il se lance complètement dans le cyclisme. Sprinter de bonne classe, il parvient à se placer parmi ceux qui figurent en vedette,,.
Il participe aux jeux olympiques de 1900 dans des courses pour professionnels non reconnues comme olympiques (3 000 m, tandem 2 000 m et 3 000 mètres avec handicap).
En 1902, Charles Albert Brécy se spécialise dans le demi-fond. Il se classe troisième du championnat de France 1903, septième en 1901, abandon en 1904. 
Il meurt des suites d'une chute survenue  sur la piste du  Parc des  Princes, lors d'une tentative de record du monde de l'heure derrière moto, le 14 novembre 1904. La  fourche de la moto pilotée par son entraîneur Jean Bertin se brise, alors qu'il avait battu jusque là les temps records intermédiaires,. Après onze journées d'agonie, il décède à l'hôpital Boucicaut, le 25 novembre à cinq heures de l'après-midi.
Il est inhumé au cimetière Montparnasse.

## Palmarès sur piste
- 1903
  - 3e du championnat de France de demi-fond

## Vie privée
En dehors de son métier de coureur, Brécy  tient un commerce de fleuriste 76 rue d'Assas, au coin de la rue Vavin, depuis 1900. 
Il laisse trois enfants Charles âgé de huit ans, Albert âgé de six ans, et une petite fille âgée de quatre ans, en 1903.

## Hommage
Un prix Charles Brécy est couru au premier vélodrome d'hiver à partir de 1906, puis au second et ensuite au Parc des Princes jusqu'en 1938-1939 au moins.